# Karl Stattegger

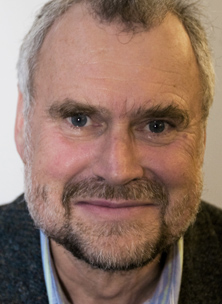
Karl Stattegger

Karl Stattegger (* 1951 in Österreich) ist ein österreichischer Geologe, Sedimentologe und Hochschullehrer.

## Leben
Karl Stattegger schloss sein Studium der Geologie und Paläontologie 1977 mit der "Promotio sub auspiciis Praesidentis rei publicae" (lat. Promotion unter den Auspizien des Bundespräsidenten) ab. Bis 1986 war er Assistenzprofessor am Institut für Geologie und Paläontologie der Universität Graz und habilitierte im selben Jahr in Mathematischer Geologie. Bis 1988 arbeitete er als Dozent am Institut für Geologie und Paläontologie der Universität Graz. 1990 wurde er Professor (C3) am Institut für Geowissenschaften der Christian-Albrechts-Universität zu Kiel. Seit 2006 ist er leitender Wissenschaftler im Exzellenzcluster "Ozean der Zukunft" der Universität Kiel im Bereich B5 "Meeresspiegelanstieg und Küsten in Gefahr".

## Ehrungen und Auszeichnungen
- 1983 bis 1985 Alexander von Humboldt-Stiftung – Forschungsstipendium[1]

## Forschungsprojekte
- Holozäne Küstenentwicklung, Meeresspiegelschwankungen, Terrigene Sedimentation und Sediment Dynamik auf dem Kontinentalschelf zwischen dem Mekong Delta und Nha Trang, SE-Vietnam
- Nördliche Brasilianische Fluss Deltas: "River impacts versus pristine discharge"
- Atlantic margin integrated basin analysis, Morocco Sedimentology, climate and erosions systems analysis / Source to sink modelling: Sediment fluxes and erosion of source areas[1]

## Publikationen (Auswahl)
- Wang, X.M., Sun, X.J., Wang, P.X., Stattegger, K., 2009, Vegetation on the Sunda Shelf, South China Sea, during the Last Glacial Maximum. Paleogeography, Paleoclimatology, Paleoecology 289, 88–97.
- Stattegger, K., Caldas, L.H., Vital, H., 2006, Holocene coastal evolution of the northern Rio Grande do Norte coast, Brazil. J. Coastal Research, SI 39, 150–155.
- Stattegger, K., Vital, H., 2000, Sediment Dynamics in the Amazon Mouth. Zeitschr. Angewandte Geologie, Sonderheft 1, 117–124.[1]